# Бланко (певач)
Рикардо Фабрикони (итал. Riccardo Fabbriconi; Бреша,10. фебруар 2003), професионално познат као Бланко, је италијански певач, репер и текстописац. Године 2022.  победио је на музичком фестивалу у Санрему, заједно са Махмудом и песмом „Бривиди“, и представљаће земљу домаћина Италију на такмичењу за песму Евровизије 2022. у Торину.

## Биографија
Рикардо Фабрикони је рођен у Бреши  10. фебруара 2003, од оца из Рима и мајке из Ломбардије, а одрастао је у Калвађезе дела Ривијера, малом граду на језеру Гарда. Током детињства, отац га је упознао са уметницима као што су Луцио Батисти, Луцио Дала и Пино Даниеле. Одрастајући, био је укључен у италијанску хип хоп сцену.

## Каријера
У јуну 2020. на СаундКлауд-у је објавио свој ЕП Quarantine Paranoid, захваљујући чему су га приметили и потписали Универсал и Исланд Рекордс.
Бланко је 10. септембра 2021. објавио свој деби студијски албум Blu celeste, који садржи девет оригиналних песама.
У децембру 2021, РАИ је објавио да ће Мамуд и Бланко заједно учествовати на музичком фестивалу у Санрему 2022. са песмом „Бривиди“. Они су победили на такмичењу са преко педесет одсто гласова и потом потврдили учешће на Песми Евровизије 2022. као представници Италије. „Бривиди“ је добио преко 3,3 милиона стримова у 24 сата, поставши песма са највише стриминга у једном дану на Спотифају у Италији.
Бланко је изабран од стране Италијанске бискупске конференције отвори састанак папе Фрање на Тргу Светог Петра 18. априла.

## Дискографија

### Студијски албуми
| Назив       | Година |
| ----------- | ------ |
| Blu celeste | 2021   |

### Синглови
| Назив                         | Година |
| ----------------------------- | ------ |
| "Belladonna (Adieu)"          | 2020   |
| "Notti in bianco"             | 2020   |
| "Ladro di fiori"              | 2020   |
| "La canzone nostra"           | 2021   |
| "Paraocchi"                   | 2021   |
| "Mi fai impazzire"            | 2021   |
| "Blu celeste"                 | 2021   |
| "Finché non mi seppelliscono" | 2021   |
| "Brividi" (са Мамуд-ом)       | 2022   |